# Hipólito (obra)

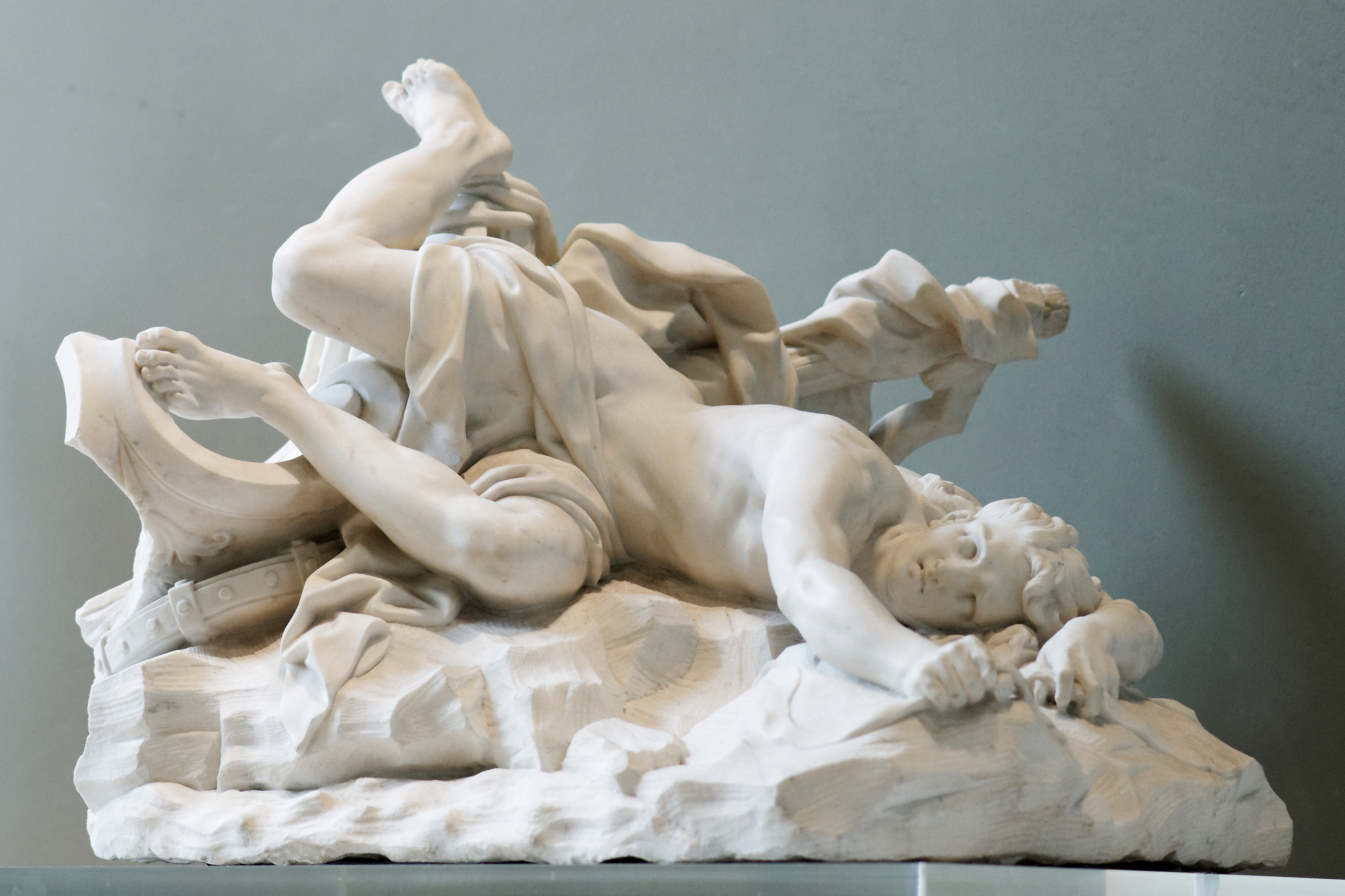
La muerte de Hipólito (La mort d'Hippolyte, 1715),
obra del escultor Jean-Baptiste Lemoyne.

Hipólito (Ἱππόλυτος) es una tragedia clásica griega de Eurípides basada en el mito de Hipólito, hijo de Teseo. Fue estrenada en las Dionisias de Atenas en el año 428 a. C., y ganó el primer premio como parte de una trilogía.

## Antecedentes de la obra
Solo en cuatro ocasiones ganó un primer premio Eurípides, y una de ellas fue por esta obra, que fue representada en el cuarto año de la 87.ª olimpiada.
El tema está muy poco tratado con anterioridad a Eurípides. Se sabe que había un culto a Hipólito en la ciudad de Trecén, lugar donde transcurre la acción de la tragedia y en el que se practicaban ritos y había templos en su honor. En esa ciudad, antes de casarse, las muchachas debían ofrecer un mechón de cabello a Hipólito.
Hay dos tradiciones: la que dramatizó Eurípides y otra que considera a Hipólito un dios que nada tiene que ver con la tumba de Trecén.
El mito de Hipólito va unido al de Fedra, hermana de Ariadna y esposa de Teseo. Las tumbas de Fedra e Hipólito están en Trecén, muy cerca una de otra.
Eurípides hizo dos tragedias sobre Hipólito. La primera de ellas fue rechazada por el público, porque en ella Fedra, de manera indecorosa, quería a toda costa poseer al casto Hipólito, y empleaba todas las artes. Aristófanes, en su obra Las ranas, calificó a Fedra de prostituta. Cuando Fedra declara sus impúdicas intenciones al casto Hipólito, éste se cubre el rostro con un velo, de ahí que se conozca esta obra como Hipólito el velado (Ιππόλυτος Καλυπτόμενος).

## Personajes
- AFRODITA: diosa del amor y de los placeres carnales.
- HIPÓLITO: hijo de Teseo.
- Un SIERVO.
- Una NODRIZA.
- FEDRA: esposa de Teseo.
- TESEO: rey de Atenas.
- Un MENSAJERO.
- ARTEMISA: diosa de la caza.
- CORO de MUJERES DE TRECÉN.
- CORO de CAZADORES.

## Resumen de la trama
La trama bebe de la continuación de otro mito: Teseo, hijo de Poseidón, venció al Minotauro en Creta; y Ariadna, hija del rey Minos, se fugó con él, pero Teseo la abandonó en la isla de Naxos, donde Dioniso la encontró y se enamoró de ella, y se la llevó al Olimpo. Teseo se casó con Fedra, que era hermana de Ariadna.
Poseidón dio a su hijo Teseo la posibilidad de concederle tres deseos en caso de necesidad. Teseo invocó a su padre en el laberinto de Creta, en un apuro camino de Trecén y aún le quedaba un deseo para que su padre lo cumpliera.
La historia de la tragedia de Eurípides se desarrolla en Trecén.
Ofendida porque Hipólito, hijo de Teseo y una amazona, la considera la más insignificante de las diosas, rechaza el lecho, no acepta el matrimonio e incurre en hibris ante una estatua de ella a la que saluda solo a requerimiento de un siervo y de lejos, Afrodita traza un plan para castigarlo: estando en los misterios de Eleusis él con Fedra, nueva esposa de Teseo, hace que ella caiga enamorada de su hijastro de manera pasional y enfermiza.
Fedra cuenta sus cuitas a la nodriza, y esta se las cuenta a Hipólito, que emprende un duro ataque verbal a las mujeres que en realidad es un ataque frontal a Afrodita. A Hipólito le parece indigno que alguien le proponga que yazga con la esposa de su padre, y corre a purificarse, mas habiendo jurado antes no hablar de las intenciones de Fedra.
La nodriza se lo cuenta a Fedra, que, despechada y desesperada, se ahorca, pero ha dejado una tablilla escrita en la que acusa a Hipólito de haberla seducido.
Teseo regresa de Delfos y se encuentra el cadáver de su esposa, y la tablilla con el mensaje. Se desespera y, llevado por la rabia, invoca a Poseidón:

De las tres promesas que en una ocasión me hiciste, mata con una de ellas a mi hijo.

Hipólito es acusado por su padre. Se defiende alegando su virtud y que de nada podría aprovecharle tener amores con la mujer de su padre. Defiende a Fedra, alegando que nada tuvo con él y que no ha mancillado el lecho conyugal.

Se portó con sensatez, aunque la había perdido, y nosotros, que la tenemos, no hacemos buen uso de ella.

Teseo, no obstante, destierra a Hipólito, que parte en un carro.
Cerca del mar, se levanta una ola gigantesca, y de dentro de ella sale un toro que asusta a los caballos, que vuelcan el carro y enredan entre las bridas a Hipólito, que es arrastrado y golpeado, y queda en un estado agónico.
Cuando traen el cuerpo, próximo a expirar, aparece Artemisa y cuenta a Teseo que la causante de todas las desgracias es Afrodita, que hizo que Fedra perdiera la cabeza por su hijo, y que Hipólito ha sido leal a su padre y no ha mancillado su lecho. Afrodita hace ver a Teseo que en cambio él ha sido desleal con el padre suyo, Poseidón, pues ha cumplido una promesa el padre de la que se ha valido el hijo sin esperar a conocer la verdad.
Hipólito perdona a su padre y muere ante él. Artemisa instituye el culto a Hipólito en Trecén:

Las muchachas, antes de uncirse al yugo del matrimonio, cortarán sus cabellos en tu honor y durante mucho tiempo recibirás el fruto del dolor de sus lágrimas: inspirándose en ti, las vírgenes compondrán cantos y el amor que Fedra sintió por ti no caerá en el silencio del olvido.

## Estudio de la obra
La obra es un análisis de dos modos de entender la vida:
- La de Hipólito, que es casto, enemigo de las pasiones mundanas, frugal amante de la naturaleza y de la caza, es ferviente adorador de Artemisa, diosa de la caza, y procura vivir conforme al arquetipo de esa diosa.

- La de Fedra, que es mujer apasionada, ardiente, tempestuosa, poseída por Afrodita y que, por los designios de esta diosa, ha de caer enamorada de Hipólito hasta la desmesura.

El antagonismo de valores es encarnado por dos personajes contrapuestos. Aprovecha Eurípides para crear otro de sus grandes personajes femeninos: Fedra, personaje cuajado de pasión, inteligencia, astucia y voluntad, como es usual en sus obras.
Ambos incurren en la desmesura, la hibris que ha de ser forzosamente castigada.
Eurípides lanza al aire la paradoja de que dos amantes de los dioses, correspondidos por ellos y fieles guardadores de sus virtudes, han de sufrir, precisamente por ello, un martirio, trocándose en desgracia el premio con el que los dioses deberían corresponder a sus devotos. Hay una crítica de fondo al panteón griego. Al final de la obra, Artemisa dice que Hipólito sufrió su martirio

por su piedad y por su sensatez.

Nada hay más injusto y nada más blasfemo contra los dioses.
Eurípides emplea en la obra una sombría manera de describir la vida del hombre, una gran desazón por la imposibilidad de ver con claridad unas reglas claras. Esta es una visión del destino humano muy diferente de la de Esquilo y de la de Sófocles. Ya no está claro que la fidelidad a los dioses traiga como consecuencia una vida serena. Los mismos dioses, que deberían ser congruentes y benévolos, se vuelven crueles y erráticos. La nodriza, personaje de la obra, afirma:

La vida humana no es sino sufrimiento y no hay tregua a sus dolores. Lo que es más hermoso de la vida, la oscuridad envolviéndolo, lo oculta con sus nubes. De lo que brilla en la tierra, sea lo que sea, nos mostramos ciegamente enamorados, por desconocimiento de otra clase de vida y por carecer de la prueba evidente de lo que sucede en el mundo de abajo y, contra lo que deberíamos hacer, nos dejamos llevar por los mitos.

El personaje de la nodriza es el más cercano al mandato délfico de la moderación. Ante el drama que se avecina, se queja clamando contra la naturaleza humana:

Los mortales deberían contraer entre sí sentimientos amorosos moderados, sin llegar hasta los tuétanos del alma, y los afectos del corazón deberían ser fáciles de desatar para rechazarlos o apartarlos…. Dicen que, en la vida, una conducta estricta causa más dolores que alegrías y ataca más a la salud. Por ello tengo en menor consideración el exceso que la moderación; y los sabios compartirán mi opinión.

Sócrates, que tenía unos 42 años cuando se estrenó la obra, consideraba que sabiduría y virtud iban unidas, pues, sabiendo dónde está la virtud, necesariamente se encaminará a ella el hombre.
Eurípides, pensador y amante de la filosofía, le lanza esta crítica en boca de Fedra:

Sabemos y comprendemos lo que está bien, pero no lo ponemos en práctica; unos, por indolencia; otros, por preferir cualquier clase de placer al bien.